# Homoranthus virgatus
Homoranthus virgatus là một loài thực vật có hoa trong Họ Đào kim nương. Loài này được A.Cunn. ex Schauer mô tả khoa học đầu tiên năm 1842.